# Atlantida: Tajemná říše
Atlantida: Tajemná říše (v anglickém originále Atlantis: The Lost Empire) je americký animovaný dobrodružný film z roku 2001, který natočili režiséři Gary Trousdale a Kirk Wise. Scénář je dílem Taba Murphyho, v rané fázi vývoje na něm pracoval Joss Whedon, který byl v hotovém snímku nakonec uveden jako spoluautor námětu.
Film měl premiéru v USA 8. června 2001, v Česku byl v kinech promítán od 8. listopadu 2001. Rozpočet snímku činil 120 milionů dolarů, celosvětové tržby dosáhly částky 186 milionů dolarů (z toho 84 milionů v USA).

## Děj
V roce 1914 se mladý vědec Milo Thatch vydává na výpravu financovanou bohatým přítelem jeho dědečka, která má za cíl najít bájnou Atlantidu, o které je Milo přesvědčen, že ví, kde se nachází.

## Obsazení
| Michael J. Fox      | Milo James Thatch                                             |
| James Garner        | velitel Lyle Tiberius Rourke                                  |
| Cree Summer         | princezna Kidagakash „Kida“ Nedakh                            |
| Don Novello         | Vincenzo „Vinny“ Santorini                                    |
| Phil Morris         | doktor Joshua Sladký (v originále Joshua Sweet)               |
| Claudia Christian   | poručík Helga Katrina Sinclairová                             |
| Jacqueline Obradors | Audrey Rocio Ramirezová                                       |
| Florence Stanley    | Wilhelmina Bertha Packardová                                  |
| David Ogden Stiers  | Fenton Q. Harcourt                                            |
| John Mahoney        | Preston B. Whitmore                                           |
| Jim Varney          | Jebidiah Allerdyce „Kuchta“ Farnsworth (v originále „Cookie“) |
| Corey Burton        | Gaëtan „Krtek“ Molière (v originále „Mole“)                   |
| Leonard Nimoy       | král Kashekim Nedakh                                          |